# Steve Lennon
Steve Lennon (Carlow, 1993. november 25. –) ír dartsjátékos. 2014-től 2017-ig a British Darts Organisation, majd 2017-től a Professional Darts Corporation tagja. Beceneve "Scuba Steve".

## Pályafutása

### PDC
Lennon 2017-ben elindult a PDC Qualifying School versenyen, ahol a harmadik napon megszerezte a PDC versenyein való induláshoz szükséges Tour Card-ot.
Első PDC világbajnokságán 2018-ban az első fordulóban 3–2-es vereséget szenvedett Michael Smith ellen. Az év további részében bejutott a Dutch Darts Masters döntőjébe, ahol Michael van Gerwen ellen szenvedett vereséget. A 2018-as Players Championship tornán egészen a negyeddöntőig jutott, ahol ismét a holland van Gerwen ellen esett ki.
A 2019-es vb-n a Lennonnak a második körig sikerült eljutnia, ahol végül 3–2-re kikapott Alan Norris ellen. Az év további részében részt vehetett a Premier League Dublinban megrendezett fordulójában, ahol Peter Wright ellen játszhatott. Júliusban William O'Connorral az ír válogatott tagjaként a World Cup-on a döntőbe jutottak, ahol végül 3–1-es vereséget szenvedtek el a skót csapattól.

## Világbajnoki szereplései

### PDC
- 2018: Első kör (vereség  Michael Smith ellen 2–3)
- 2019: Második kör (vereség  Alan Norris ellen 2–3)
- 2020: Első kör (vereség  Callan Rydz ellen 2–3)
- 2021: Második kör (vereség  Devon Petersen ellen 1–3)
- 2022: Harmadik kör (vereség  Mervyn King ellen 0–4)
- 2024: Második kör (vereség  Jonny Clayton ellen 1–3)

## Döntői

### PDC European Tour-versenyek: 1 döntős szereplés
| Történet    |
| Egyéb (0–1) |

| Eredmény | Sorszám | Év   | Bajnokság           | Ellenfél a döntőben | Pontok  |
| Döntős   | 1.      | 2018 | Dutch Darts Masters | Michael van Gerwen  | 5–8 (l) |

### PDC csapatversenyek: 1 döntős szereplés
| Eredmény | Sorszám | Év   | Bajnokság          | Ország   | Csapattárs       | Ellenfél a döntőben                    | Pontok  |
| Döntős   | 1.      | 2019 | World Cup of Darts | Írország | William O’Connor | Skócia (Gary Anderson és Peter Wright) | 1–3 (m) |

1. 1 2  (l) = pontszám legekben, (sz) = pontszám szettekben, (m) = pontszám mérkőzésekben.

## Tornagyőzelmei
| Development Tour - Development Tour: 2016 | - Ireland Players Championship: 2014 |